# TCAD
La tecnologia de disseny assistit per ordinador (tecnologia CAD o TCAD) és una branca de l'automatització del disseny electrònic que modela la fabricació de semiconductors i el funcionament de dispositius semiconductors. El modelatge de la fabricació s'anomena Process TCAD, mentre que el modelatge de l'operació del dispositiu s'anomena Device TCAD. S'inclouen el modelatge dels passos del procés (com ara la difusió i la implantació d'ions) i el modelatge del comportament dels dispositius elèctrics basat en la física fonamental, com els perfils de dopatge dels dispositius. El TCAD també pot incloure la creació de models compactes (com els coneguts models de transistors SPICE), que intenten capturar el comportament elèctric d'aquests dispositius, però generalment no els deriven de la física subjacent. El mateix simulador SPICE es considera generalment part d'ECAD en lloc de TCAD.

## Introducció
Els fitxers tecnològics i les regles de disseny són components essencials del procés de disseny de circuits integrats. La seva precisió i robustesa respecte a la tecnologia del procés, la seva variabilitat i les condicions de funcionament de l'IC (interaccions ambientals, paràsits i proves, incloses condicions adverses com les descàrregues electroestàtiques) són crítiques per determinar el rendiment, el rendiment i la fiabilitat. El desenvolupament d'aquests fitxers de regles de tecnologia i disseny implica un procés iteratiu que traspassa els límits de desenvolupament de tecnologia i dispositius, disseny de productes i garantia de qualitat. El modelatge i la simulació tenen un paper crític en el suport de molts aspectes d'aquest procés d'evolució.

## TCAD modern
Avui, els requisits i l'ús de TCAD creuen un panorama molt ampli de problemes d'automatització del disseny, incloent molts límits físics fonamentals. Al nucli encara hi ha una sèrie de reptes de modelització de processos i dispositius que admeten l'escala intrínseca del dispositiu i l'extracció de paràsits. Aquestes aplicacions inclouen tecnologia i desenvolupament de regles de disseny, extracció de models compactes i, en general, disseny per a la fabricabilitat (DFM). El domini de les interconnexions per a la integració a escala giga (recompte de transistors en O (milions de milions)) i les freqüències de rellotge en O (10 gigahertz)) han obligat el desenvolupament d'eines i metodologies que incorporin el modelatge mitjançant simulacions electromagnètiques, tant per a patrons òptics com modelització de rendiment d'interconnexió electrònica i òptica, així com modelització a nivell de circuits. Aquesta àmplia gamma de problemes a nivell de dispositiu i interconnexió, inclosos els enllaços a les tecnologies de processament i patronatge subjacents, es resumeix a la figura 1 i proporciona un marc conceptual per a la discussió que ara segueix.

## Flux de treball
Els TCAD normalment s'integren amb el procés de disseny de circuits integrats i inclouen les eines següents:
- SPICE per a un simulador de circuits analògics (no confondre amb HDL).
- Modelatge de dispositius semiconductors per a una descripció de dispositius de modelatge a partir de perfils dopants.
- Simulació de processos de semiconductors per a la generació d'aquests perfils.
- BACPAC per una eina d'anàlisi que intenta tenir en compte tot això per estimar el rendiment del sistema.